# Plac Waleriana Pawłowskiego w Szczecinie

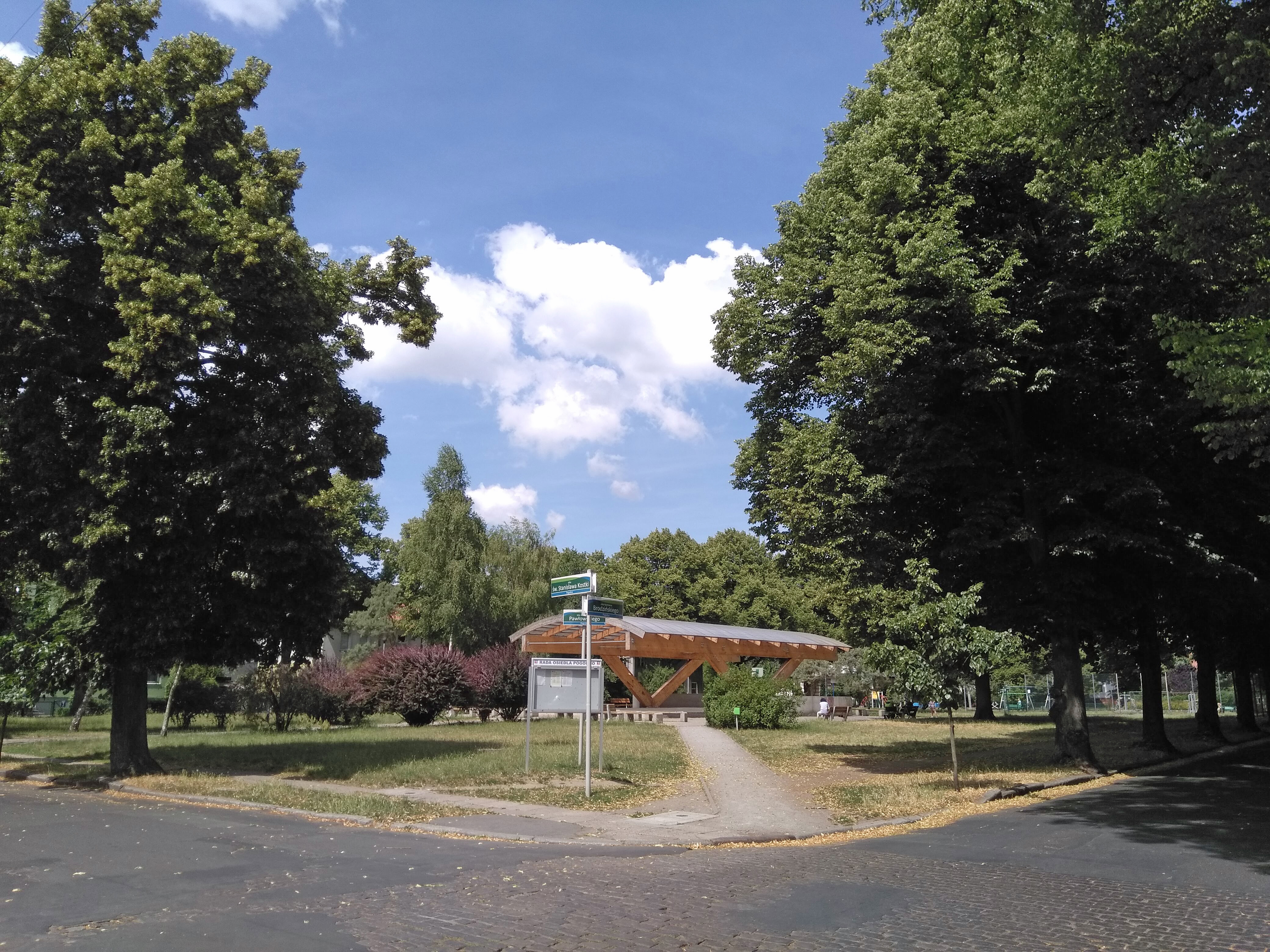
Plac Waleriana Pawłowskiego

Plac Waleriana Pawłowskiego – plac na szczecińskim Pogodnie. Otoczony domami o zróżnicowanej architekturze. Jest ważnym skwerem spotkań i imprez cyklicznych organizowanych m.in. przez Radę Osiedla Pogodno oraz samych mieszkańców Pogodna i innych. Plac to też miejsce rekreacji i wypoczynku mieszkańców osiedla na nim znajduje się m.in. muszla koncertowa (od 2014 r.), plac zabaw oraz siłownia plenerowa.

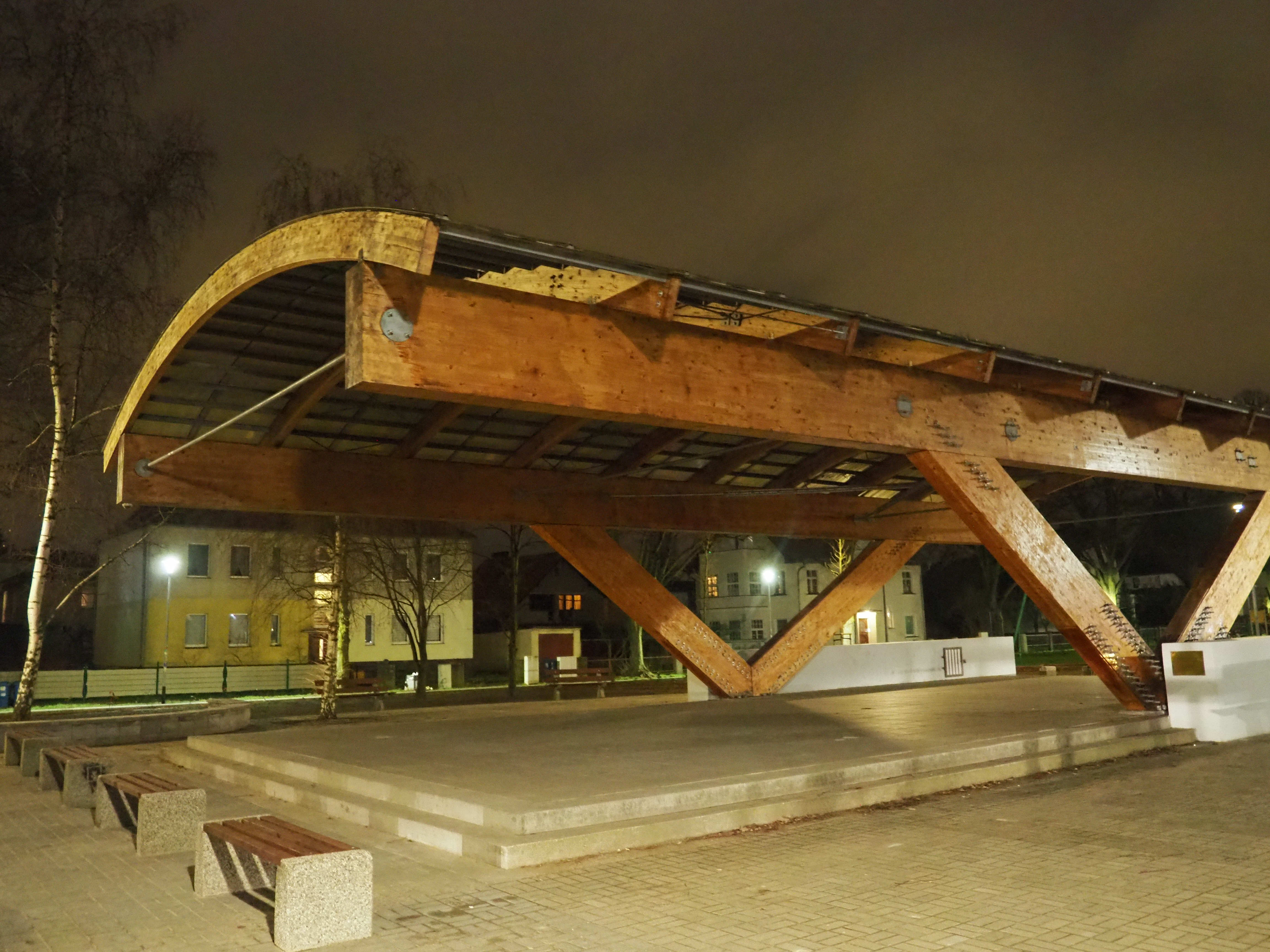
Scena muzyczna imienia Waleriana Pawłowskiego